# 오랫동안
〈오랫동안〉(일본어: 長い間)은 일본의 여성 듀오 Kiroro의 데뷔 싱글 앨범으로, 1998년 1월 21일 발매되었다.(8cm CD: VIDL-30161) B 사이드 곡은 〈세 사람의 사진〉(3人の写真)이며, 두 곡 모두 작사 ·  작곡을 그룹의 보컬리스트 타마시로 치하루가, 편곡을 시게미 토오루(重実徹)가 맡았다. 사실 곡 자체는 데뷔하기 전인 1996년 11월경에 이미 인디즈로 발매했던 싱글인데, 이 때에는 B 사이드 곡이 〈푸른 주문〉(青のじゅもん)이었고, 1998년에 데뷔함에 있어 수록곡을 변경한 것이다.
이 곡은 오리콘 싱글 차트에 처음 등장했을 때 27위로 아주 높지는 않았으나, 발매 이후 TV나 라디오를 통해 사람들에게 들려지며 많은 호응을 얻었고, 차트에 들어간지 9주째에 이르러 1위로 도약했다. 그 후에도 꾸준히 판매량을 유지해 17주가 지났을 무렵 밀리언 셀러를 달성했으며, 누계 매출 120.6만 장을 기록했고, 1998년 7월경 출하량은 140만 장에 이르렀다. Kiroro는 이듬해 제50회 NHK 홍백가합전에 출연했을 때 이 곡을 선곡했다. 한편 이 곡은 1999년 봄에 열렸던 제71회 선발 고등학교 야구 대회의 입장곡으로도 사용되었고, 그와 더불어 3월 25일에 있었던 대회 개회식에 Kiroro가 게스트로도 출연했다.

## 수록곡
| #            | 제목                                      | 작사            | 작곡            | 편곡          | 재생 시간 |
| ------------ | ----------------------------------------- | --------------- | --------------- | ------------- | --------- |
| 1.           | 〈〈오랫동안〉〉 (長い間)                 | 타마시로 치하루 | 타마시로 치하루 | 시게미 토오루 | 4:43      |
| 2.           | 〈〈세 사람의 사진〉〉 (3人の写真)        | 타마시로 치하루 | 타마시로 치하루 | 시게미 토오루 | 4:27      |
| 3.           | 〈〈오랫동안〉〉 (Original Karaoke)       |                 |                 |               | 4:43      |
| 4.           | 〈〈세 사람의 사진〉〉 (Original Karaoke) |                 |                 |               | 4:26      |
| 총 재생 시간 | 총 재생 시간                              | 총 재생 시간    | 총 재생 시간    | 총 재생 시간  | 18:19     |

## 리메이크
〈오랫동안〉은 다음과 같은 여러 국가의 아티스트에 의해 다시 불렸다. 곡명의 경우 원곡과 상이한 경우만 기록한다.
| 발매연도 | 아티스트                | 수록 음반                                                        | 곡명                                      |
| -------- | ----------------------- | ---------------------------------------------------------------- | ----------------------------------------- |
| 1998     | 류뤄잉(劉若英)          | 《很愛很愛你》                                                   | 〈很愛很愛你〉                            |
| 2002     | 마츠우라 아야           | 《FOLK SONGS 2》                                                 | ―                                         |
| 2005     | 천상지희 더 그레이스    | 《Too Good》                                                     | 〈오랫동안 (Your Smile)〉                 |
| 2006     | 서영은                  | 《12 Memories Of Love》                                          | 〈언제나 그대는〉                         |
| 2007     | SISTER KAYA             | 《보물3》(たからもの3)                                           | ―                                         |
| 2007     | 리샤르 클레데르망       | 《The World's Most Popular Pianist Plays Far Eastern Favorites》 | 〈Loving You More And More 'Nagai Aida'〉 |
| 2009     | 시마타니 히토미         | 《BEST & COVERS》                                                | ―                                         |
| 2009     | 스콧 머피(Scott Murphy) | 《Guilty Pleasures LOVE》                                        | ―                                         |
| 2010     | cargo × seira           | 《FLOWER SHOWER》                                                | ―                                         |
| 2014     | Ms.OOJA                 | 《Woman 2 ~Love Song Covers~》                                   | ―                                         |
| 2015     | 나카모리 아키나         | 《가희4 -My Eggs Benedict-》                                     | ―                                         |